# Thomas Südhof
Thomas C. Südhof (ur. 22 grudnia 1955 w Getyndze) – niemiecko-amerykański biochemik, profesor fizjologii molekularnej i komórkowej na Uniwersytecie Stanforda, laureat Nagrody Nobla w dziedzinie fizjologii lub medycyny „za odkrycia dotyczące maszynerii regulującej transport pęcherzykowy – główny system transportowy w naszych komórkach” przyznanej mu wraz z Jamesem E. Rothmanem i Randym Schekmanem.
Jest absolwentem Uniwersytetu w Getyndze, gdzie uzyskał między innymi doktorat z zakresu neurochemii. W 1983 r. przeniósł się do University of Texas Southwestern Medical Center w Dallas, w stanie Teksas, USA, gdzie pracował jako adiunkt. Od 2008 r. jest profesorem fizjologii molekularnej i komórkowej na Uniwersytecie Stanforda.